# 하스 (알바니아)
하스(알바니아어: Has)는 알바니아 북동부의 쿠커스 주에 위치한 지방자치체이다. 이 지방자치체는 Fajzë, Gjinaj, Golaj 코뮌으로 구성되며, Krumë가 지자체 정부 소재지이다. 2011년 INSTAT(알바니아 통계청)의 추정에 따르면 하스 지방자치체에는 4,117명이 거주하고 있다. 이 지방자치체의 면적은 399.62 km²이다. 이곳은 알바니아와 코소보의 민족지학적 지역인 Has 지역에 포함되어 있다.